# Agnieszka Jankowska-Marzec
Agnieszka Jankowska-Marzec – polska historyczka sztuki, nauczycielka akademicka Akademii Sztuk Pięknych w Krakowie, kuratorka i krytyczka sztuki.

## Życiorys
Agnieszka Jankowska-Marzec jest absolwentką Instytutu Historii Sztuki Uniwersytetu Jagiellońskiego. W 2007 uzyskała stopień naukowy doktora w Instytucie Etnologii i Antropologii UJ na podstawie rozprawy "Chłopomania" – etnografia i malarstwo o tematyce huculskiej napisanej pod kierunkiem Piotra Kowalskiego.
W 1994 roku została zatrudniona w Międzywydziałowej Katedrze Historii i Teorii Sztuki krakowskiej ASP. Od 2019 jest zatrudniona na stanowisku adiunkta na Wydziale Grafiki ASP. Od roku 2008 wykłada na Podyplomowych Studiach Rynek Sztuki i Antyków w Krakowskiej Akademii im. Andrzeja Frycza Modrzewskiego. Jest trzykrotną stypendystką Fundacji Lanckorońskich z Brzezia (2001 w Wiedniu, 2005 i 2016 w Londynie).
Agnieszka Jankowska-Marzec pracuje jako kuratorka i organizatorka wystaw. Realizowała swoje projekty m.in. w Instytucie Polskim w Budapeszcie,  MeetFactory w Pradze, Art Agendzie Novej, galerii Widna, Otwartej Pracowni i BWA w Tarnowie. Wystawa "Czarno na białym 200 lat rysunku w krakowskiej Akademii Sztuk Pięknych", zrealizowana w Muzeum Narodowym w Krakowie, której była kuratorką, otrzymała wyróżnienie "Marka Radia Kraków". Jest członkinią Stowarzyszenia Historyków Sztuki i sekcji polskiej Międzynarodowego Stowarzyszenia Krytyków Sztuki (AICA), a w latach 2015–2017 była członkinią zarządu AICA.
W 2019 roku współpracowała z Małopolskim Instytutem Kultury (portal internetowy Wirtualne Muzea Małopolski).
Czterokrotnie przewodniczyła jury konkursowemu wybierającemu najlepszą wystawę Krakersa-Cracow Gallery Weekend: konkurs 2000+/ Cracow Art. Week  konkurs: 3000+  (edycja 2017, 2018, 2019, 2020). Stała współpracowniczka magazynu „Contemporary Lynx”. Wraz z Anną Stankiewicz i Martyną Nowicką jest autorką projektu „Pracownie do wglądu”.
Publikowała w czasopismach, katalogach wystaw i monografiach książkowych. Jest autorką sześćdziesięciu tekstów o charakterze popularnym i naukowym, głównie poświęconych sztuce XX wieku i sztuce współczesnej związanych z krakowską ASP.

## Nagrody, wyróżnienia
Za książkę Między etnografią a sztuką. Mitologizacja Hucułów i Huculszczyzny w kulturze polskiej XIX i XX wieku otrzymała nagrodę w kategorii dzieła krajowe podczas XXI edycji Nagród Przeglądu Wschodniego 2013.

## Publikacje
- Architektura wzruszeniowa Włodzimierza Gruszczyńskieg (1999, wspólnie z Tomaszem Węcławowiczem, ISBN 83-909094-8-0)
- Między etnografią a sztuką: mitologizacja Hucułów i Huculszczyzny w kulturze polskiej XIX i XX wieku (2013, ISBN 978-83-242-2219-3)